# دندر ميفلين
دندر ميفلين هي شركة خيالية لبيع الورق ومستلزمات المكاتب ظهرت في  المسلسل التلفزيوني الأمريكي The Office، المشابه للمسلسل Wernham Hogg في النسخة البريطانية للسلسلة، و Papiers Jenning وco Grep في الاقتباسات الفرنسية الكندية والفرنسية، على التوالي  في الأصل، كانت شركة وهمية تمامًا، لكن في نهاية المطاف، استُخدمت العلامة التجارية لبيع المنتجات وغيرها من اللوازم المكتبية في شركة Staples.

شركة دندر ميفلين لبيع الورق

أنْشِئَ موقعين لدعم الشركة الخيالية، استُخدمت صورة موقع ويب عام لتمثيل أحد هذه المواقع، وكان من المفترض أن يبدو الموقع الآخر مشابهًا لشبكة الإنترنت الخاصة بالشركة. باعت NBC البضائع ذات العلامات التجارية على موقع متجر إن بي سي العالمية NBC Universal Store. عُرض شعار الشركة بارزًا في عدة مواقع في قلب مدينة سكرانتون، في بنسلفانيا، حيث وقعت أحداث المسلسل. ارتبط سكرانتون دوليًا بـدندر ميفلين بسبب الشهرة الدولية التي لاقاها المسلسل. وفي خطاب عيد القديس باتريك عام 2008 في ضاحية مدينة ديكسون، أشار بيرتي أهيرن التاوسيتش، رئيس وزراء أيرلندا في ذلك الوقت، إلى مكتب الفرع الخيالي للمدينة.

## الملخص
ذُكر في حلقة الموسم الرابع، (Dunder Mifflin Infinity)، إن الشركة تأسست سنة 1949 بواسطة روبرت دوندر «جون إنجل» وروبرت ميفلين، في الأصل لبيع الأقواس المستخدمة في البناء. وذُكر في حلقة الموسم الخامس ( (Company Picnic إن المؤسسين التقيا في جولة في كلية دارتموث. وتقارنها مجلة U.S News and World Report بالعديد من الشركات الحقيقية في نطاق حجمها: «إنها تواجه سوقًا تنافسية بتزايد. مثل العديد من الشركات الصغيرة، لا يمكنها أن تنافس الأسعار المنخفضة التي يفرضها المنافسون الكبار مثل Staples وOfficeMax وOffice Depot، ويبدو أنها تخسر باستمرار عملاء الشركات الذين يركزون على خفض التكاليف كذلك». يشارك مبتكرو العرض هذا التقييم «إنها في الأساس شركة Staples، لكنها ليست كبيرة»، كما قال المنتج المشارك كينت زبورناك. ويقول تشاك روبين، مدير تنفيذي في Office Depot، «نظرًا إلى أنه من الممكن أن تُعد شركة دندر ميفلين واحدة من الشركات المنافسة لنا، أعتقد أن مايكل سكوت هوفي الواقع الشخص المثالي لإدارة مكتب سكرانتون الخاص بهم».

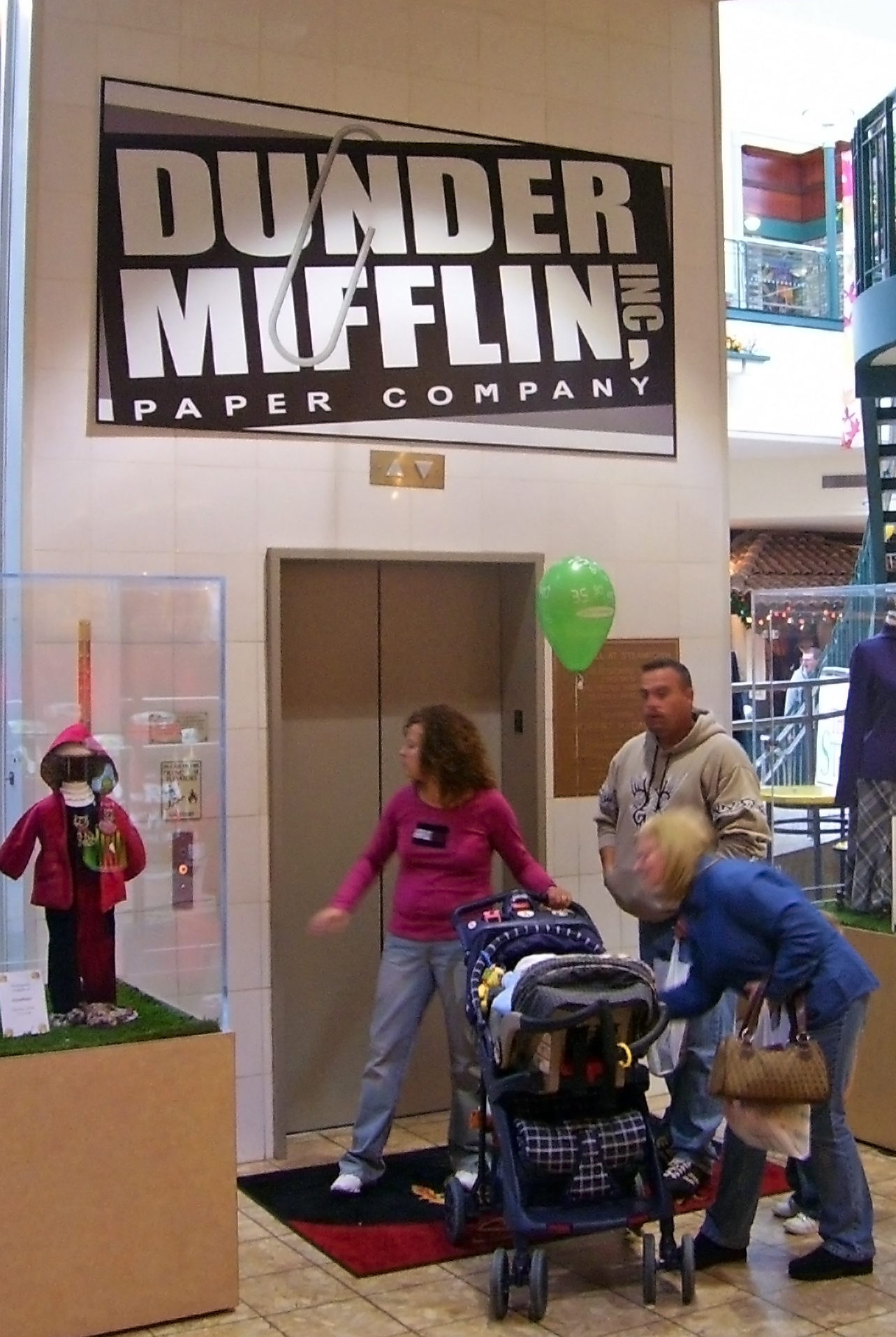
عُرض شعار دندر ميفلين في مركز سكرانتون التجاري في Steamtown، والذي ذُكر بشكل متكرر في العرض.

صُورت الشركة بأن مقرها يقع في مدينة نيويورك، ولها فروع في مدن شمالية شرقية أصغر. تجري أحداث الحلقات في فرع سكرانتون، لكن ذُكرت الفروع الأخرى وصُورت. وظهر فرع ستامفورد، كونيتيكت، المغلق الآن عندما انتقل جيم هالبرت «جون كراسنسكي» إلى هناك خلال النصف الأول من الموسم الثالث. وفي حلقة أخرى، (Branch Wars)، أُعطيت لمحة موجزة عن فرع يوتيكا، وهو واحد من عدة فروع  يُزعم أنها تقع في شمال ولاية نيويورك. يقول زبورناك أن المدينة كانت مدرجة في القائمة المختصرة لمكان إقامة العرض، بسبب ارتباط بعض كتابها بوسط نيويورك، وتعمدوا وضع مكتب فرعي واحد على الأقل هناك، لأسباب تتعلق بالصوتيات. يقول زبورناك: «كان اسم يوتيكا مختلفًا تمامًا عن اسم سكرانتون. لقد أجرينا القليل من البحث وظننا أن هذا النوع من الأعمال الخاص بالشركة قد يستمر في أوتيكا». 
ذكر فرع بوفالو في عدة حلقات، كما ذكر مكتب روتشستر في حلقة بعنوان ( .(Lecture Circuit ذكر موقع Dunder Mifflin أحد فروع  Yonkers أيضًا. ألباني هو موقع آخر مذكور في نيويورك، الذي كُشف عن إغلاقه في مشهد محذوف في حلقة (Stress Relief). يُقال إن هناك فروعًا في ولايات أخرى أيضًا، متضمنةً أكرون وأوهايو وكامدن ونيوجيرسي وناشوا «نيوهامبشير». في حلقة (Company Picnic)، أُعلن عن إغلاق فرعي كامدن ويونكرز، وأن فرع بافالو على وشك الإغلاق. في حلقة (Boys and Girls) ذكر فرع بيتسفيلد بولاية ماساتشوستس، حتى أغلقته جان عندما انضم عمال المستودع إلى نقابة. تركز حلقة (Turf War) على إغلاق فرع بينغامتون، وكيف يتنافس ممثلو فرع سيراكيوز مع موظفي سكرانتون على عملاء بينغامتون القدامى.أشارت كاتبة الأعمال ميغان بارنيت إلى أوجه التشابه بين دندر ميفلين وشركة W.B. ماسون للورق، ومقرها بالقرب من بوسطن، في بروكتون، ماساتشوستس. وهي بالمثل إقليمية في التركيز، وتخدم العملاء من الشركات والمؤسسات في نيوإنجلاند وولايات وسط المحيط الأطلسي. مثل دندر ميفلين، كان خط إنتاجها الأصلي «الطوابع المطاطية» أي شيء آخر غير الورق، وتواجه منافسة شديدة من السلاسل الوطنية والدولية. ولديها أيضًا مكتب فرعي في ستامفورد، لكن شركة ماسون ظلت مفتوحة. سنة 2009، كان لديها فضيحة محاسبية أدت إلى دفع 545,000 دولار لعملاء من الشركات، مثلما كان لزامًا على دندر ميفلين التعامل مع اعتقال ريان هوارد بتهمة الاحتيال قبل عام.تحمل دندر ميفلين تشابهًا قويًا مع «ألينج وكوري» أيضًا، وهي شركة ورق طباعة ومنتجات تجارية وتغليف في شمال شرق الولايات المتحدة متوسطة الحجم. كان لألينج وكوري فروع في سكرانتون، أكرون -مغلق- وبوفالو وأوتيكا وسيراكيوز وألباني وروتشستر، إلى جانب العديد من المدن الأخرى، متضمنةً مارلتون، نيوجيرسي -10 أميال من كامدن. نظمت «ألينج وكوري» في ثلاث مناطق، وعُين مديران إقليميان. كانت معظم مكاتب «ألينج وكوري» في موقع مشترك مع مرفق مستودع، متضمنًا بيتسبرج، وهو فرع أداره فترةً وجيزة -سنة 1992- توماس سكوت، المدير الإقليمي الغربي -بائع سابق. مثل دندر ميفلين، واجه «ألينج وكوري» منافسة قوية من كبار الموردين شريت بواسطة شركة أخرى، يونيون كامب كورب سنة 1998.

## المرجع
1. ↑  Luckerson، Victor (16 مايو 2013). "After The Office, Dunder Mifflin Will Live On in Every Office". TIME Online. مؤرشف من الأصل في 2021-06-28. اطلع عليه بتاريخ 2018-03-16.
2. ↑  "Dunder Mifflin Paper". مؤرشف من الأصل في 2007-08-20. اطلع عليه بتاريخ 2008-06-04.
3. ↑  "Dunder Mifflin Infinity". مؤرشف من الأصل في 2007-09-21. اطلع عليه بتاريخ 2008-06-04.
4. ↑  "NBC's The Office: DVDs, T-shirts, books, mugs and caps". إن بي سي العالمية. مؤرشف من الأصل في 2007-12-13. اطلع عليه بتاريخ 2008-04-02.
5. ↑  Falchek، David (17 مارس 2008). "Prime minister of Ireland attends Lackawanna event". Republican & Herald. Times-Shamrock Communications. مؤرشف من الأصل في 2019-04-14. اطلع عليه بتاريخ 2008-04-03. He identified Scranton as the birthplace of senators Robert Casey Jr. and Joseph Biden and the branch office of Dunder Mifflin, a reference to the NBC sitcom based in the city.
6. ↑  Palmer، Kimberly (13 مارس 2008). "Career Lessons From NBC's The Office". يو إس نيوز آند وورد ريبورت. مؤرشف من الأصل في 2008-04-05. اطلع عليه بتاريخ 2008-04-03.
7. 1 2  Cooper، Elizabeth (3 أكتوبر 2007). "'The Office' in a Utica state of mind". Observer-Dispatch. GateHouse Media. اطلع عليه بتاريخ 2008-05-14. [وصلة مكسورة]
8. ↑  Jones، Del (26 سبتمبر 2007). "Taking 'Office' lessons from the world's greatest (inept) boss". يو إس إيه توداي. Gannett. مؤرشف من الأصل في 2012-03-14. اطلع عليه بتاريخ 2008-05-08.
9. ↑  Ryan، Maureen (14 نوفمبر 2006). "'The Office' merger goes as badly as possible, in a good way". The Watcher. شيكاغو تريبيون. مؤرشف من الأصل في 2017-06-28. اطلع عليه بتاريخ 2008-05-14. A crushed Jim took a job at the Stamford branch of Dunder Mifflin, and fans of "The Office", most of whom appear to have spent their summer composing YouTube tributes to the would-be couple, have had to wait patiently for the two to be reunited, even as work buddies ... Thanks to cost-cutting, Dunder Mifflin's Stamford and Scranton branches are merged in Thursday's episode, with comically disastrous results.
10. ↑  Valenzuela، Dave (9 نوفمبر 2007). "Dunder Mifflin: Buffalo Branch!". بوفالو نيوز. بيركشير هاثاواي. مؤرشف من الأصل في 2007-11-19. اطلع عليه بتاريخ 2008-05-14. So during the opening minutes of last night's episode of "The Office" on NBC we had confirmed that Dunder Mifflin has a BUFFALO branch. How cool is that?
11. ↑  "About Us". Dunder Mifflin. مؤرشف من الأصل في 2013-11-19. اطلع عليه بتاريخ 2008-04-04.
12. ↑  Barnett، Megan (20 أكتوبر 2009). "As Seen On TV: Dunder Mifflin / WB Mason". Minyanville. إم إس إن. مؤرشف من الأصل في 2010-01-24. اطلع عليه بتاريخ 2009-10-20.